# Крестон (Каліфорнія)
Крестон (англ. Creston) — переписна місцевість (CDP) в США, в окрузі Сан-Луїс-Обіспо штату Каліфорнія. Населення — 98 осіб (2020).

## Географія
Крестон розташований за координатами 35°31′7″ пн. ш. 120°31′11″ зх. д. / 35.51861° пн. ш. 120.51972° зх. д. (35.518651, -120.519741).  За даними Бюро перепису населення США в 2010 році переписна місцевість мала площу 1,47 км², з яких 1,46 км² — суходіл та 0,01 км² — водойми.

## Демографія
Згідно з переписом 2010 року, у переписній місцевості мешкали 94 особи в 36 домогосподарствах у складі 26 родин. Густота населення становила 64 особи/км².  Було 39 помешкань (26/км²).
Расовий склад населення:
| - 94,7 % — білих - 2,1 % — корінних американців - 1,1 % — азіатів |

До двох чи більше рас належало 2,1 %. Частка іспаномовних становила 6,4 % від усіх жителів.
За віковим діапазоном населення розподілялося таким чином: 23,4 % — особи молодші 18 років, 62,8 % — особи у віці 18—64 років, 13,8 % — особи у віці 65 років та старші. Медіана віку мешканця становила 39,0 року. На 100 осіб жіночої статі у переписній місцевості припадало 80,8 чоловіків;  на 100 жінок у віці від 18 років та старших — 80,0 чоловіків також старших 18 років.
Цивільне працевлаштоване населення становило 11 осіб. Основні галузі зайнятості: сільське господарство, лісництво, риболовля — 100,0 %.